# Noční děs (film)
Noční děs je název české němé filmové komedie, kterou v roce 1914 podle námětu Františka Langera natočili herci vinohradského divadla v režii Jana Arnolda Palouše. Snímek, který je někdy označován také jako první český filmový horor, vypráví komickou historku o panu Fialovi, o němž je hned několik lidí přesvědčeno, že ho přivedlo na onen svět.

## Výroba
Vznik filmu Noční děs spadá do druhé poloviny roku 1914 a je spojen s událostmi, které se v polovině toho roku udály. Dne 28. července 1914, měsíc po úspěšném atentátu na následníka rakousko-uherského trůnu arcivévodu Františka Ferdinanda d'Este v Sarajevu, vypovědělo Rakousko-Uhersko válku Srbsku a začala tak první světová válka. Nejistota vyvolaná těmito událostmi zasáhla významně všechna odvětví veřejného života, kulturní obec nevyjímaje. Po počátečních zmatcích začala divadla opět hrát, ale došlo ke snížení gáží hercům v obavě, že vlivem válečných událostí bude návštěvnost divadel slabší a klesnou tak příjmy, od kterých se herecké gáže odvíjí. Městské divadlo na Královských Vinohradech přistoupilo dokonce k rozvázání smluv se všemi členy souboru a vyplácelo hercům honorář pouze za odehraná představení. V takto napjaté atmosféře se zrodila myšlenka na natočení filmu. Této možnosti, jak si přivydělat, se chopilo několik členů vinohradského souboru v čele s hercem Františkem Havlem, který byl vůdčí osobností celé akce, a rozhodlo se svépomocí natočit film. Finančního spojence našli ve správě vinohradského městského biografu Minuta a v české filmové výrobně ASUM, která se postarala o technickou stránku natáčení. Vedle toho se majitel výrobny – architekt Max Urban – na snímku podílel i jako kameraman. Jednalo se o jeho poslední film předtím, než narukoval, a po skončení války se již k filmování znovu nevrátil. Za režiséra filmu byl zvolen šestadvacetiletý Jan Arnold Palouš, který se po vypuknutí války vrátil z Berlína, kde studoval u významného českého expresionistického divadelníka Františka Zavřela divadelní (a dle svých slov i filmovou) režii.
Jako námět pro film posloužila povídka, kterou v Moderní Revui uveřejnil dramatik a spisovatel František Langer. O mnoho let později, v roce 1963, prozradil Langer ve své vzpomínkové knize Byli a bylo, že inspirací pro napsání povídky mu byla skutečná příhoda, kterou zažil se spisovatelem Jaroslavem Haškem. A rovnou se o ni se svými čtenáři podělil: »Bylo to v noci, na cestě od Petříků do Montmartru za ukrutného lijáku, a narazil jsem na něho na rohu Bartolomějské ulice a Perštýna, kde tehdy byly prkenná stěna s plakáty. Napříč chodníku ležel nehybně nějaký člověk a nad ním stál promoklý Hašek v haveloku, či co měl na sobě. Když mě poznal, spustil: „Langre, já ho zabil. Šel jsem kolem, ten chlap mě tady zeza rohu přepadl, já ho praštil holí přes hlavu a on se svalil na zem mrtvý.“ Na důkaz té mrtvosti píchal ležící tělo holí do břicha. Ani se nepohnulo. „Je mrtvý. Jsem vrah, ať mě zatknou a oběsí.“ Utěšoval jsem jeho nářek, že chlap je jistě jen dokonale opilý. Tu Hašek přitáhl nehybné tělo až k ústí okapové roury, z které se dešťová voda valila celým potokem na chodník, a podstrčil mu rouru pod límec kabátu, takže mrtvému crčela teď voda proudem z rukávů i z nohavic. Díval se chvíli na ten podivný zjev, a když ležící ani teď neprojevil známku života, Hašek znovu a už naprosto přesvědčen naříkal: „Vidíš, je dočista mrtvý, zabil jsem ho, jsem vrah.“ A pak začal křičet naplno do noci: „Patrol, patrol!“ Křičel tak dlouho až se odněkud objevila dvojice strážníků. „Co se stalo, pane Hašek?“ Opakoval jim svůj příběh, kajícně se prohlašoval za vraha a žádal, aby byl zatčen. Strážníci zatím prohlíželi ležícího. „Nezdržujte se s tím, všecko jsem už na něm vyzkoušel,“ naříkal Hašek dál, „je načisto mrtvý, já jsem ho zabil, zatkněte mě pro vraždu.“ Strážníci začali mrtvého zvedat. „Jen si jdou, pane Hašek, klidně do Montmartru,“ upokojoval ho jeden, „my se už o chlapa postaráme.“ Voda z okapu a pohyb začaly účinkovat natolik, že mrtvý nejdřív aspoň vláčel nohy za sebou, ale potom se i slušně rozešel, když ho strážníci, každý z jedné strany, odváděli na komisařství. Hašek nad tím vrtěl hlavou, něco bručel, že podle všech známek chlap zabitý byl, a pak jsme šli spolu do Řetězové ulice. Tam v Montmartru začal Hašek hned celou příhodu podrobně líčit a co chvíli se na mě obracel, abych dosvědčoval její pravdivost.«

## Obsah
Pan Fiala slaví svátek. V tento svůj slavnostní den přistihne doma svou ženu s milencem, kterým je rodinný přítel pan Zoubek. Strhne se potyčka, ve které je manžel udeřen tak silně, že se svalí na zem. V domnění, že je manžel mrtev, odnesou milenci jeho tělo z domu na ulici. Zde ho nacházejí dva opilci, kteří se vlivem svého stavu začnou domnívat, že to oni jsou odpovědni za mužův stav. Postaví ho proto ke zdi, obličejem do okna, kde právě lakomec přepočítává své peníze. Lakomec – v domnění, že jej muž přišel okrást – ho udeří do hlavy. Aby se „mrtvoly“ zbavil, odnese ji k řece, kde ji hodí do vody. Je spatřen strážníky, kteří jej seberou. V druhé části filmu dolehnou na všechny zúčastněné výčitky svědomí a postupně se přiznávají ke svému zločinu. Lakomec se na komisařství nakonec dozná ke svému činu a je uvězněn. O okolnostech jeho uvěznění si přečtou opilci zprávu v novinách, a aby netrpěl nevinný, sami se jdou přiznat k zabití. Po nich se přichází na komisařství přiznat nevěrná manželka s milencem a vypráví komisaři, jak se všechno na začátku odehrálo. Stejně jako předchozí domnělí vrahové se i oni musí převléknout do vězeňských šatů a putují do vazby. Mezitím se domněle mrtvý pan Fiala ve vodě probere z mrákot, vyleze na břeh, kde se z pohozených novin dovídá o tom, že jeho manželka se svým milencem byla za jeho vraždu uvězněna. Ihned se rozběhne na komisařství, kde se vše vysvětlí, pan Fiala se usmíří se svou ženou i s přítelem Zoubkem.

## Obsazení
| Alois Charvát    | soukromník Fiala         |
| Růžena Šlemrová  | Fialová, Fialova žena    |
| Richard Menšík   | Zoubek, přítel Fialových |
| Bohuš Zakopal    | lakomec                  |
| Václav Vydra st. | opilec                   |
| Karel Faltys     | opilec                   |
| František Havel  | policejní komisař        |
| Jan Zelenka      | strážník                 |
| Václav Zatíranda | strážník                 |
| Vladimír Marek   | soudní sluha             |
| Eduard Pražský   | rybář na loďce           |

## Tvůrci a štáb
| Jan Arnold Palouš | režie     |
| František Langer  | námět     |
| Jan Arnold Palouš | scénář    |
| Max Urban         | kamera    |
| Otakar Štáfl      | architekt |